# Juan Ramón Berdugo Gómez de la Torre
Juan Ramón Berdugo Gómez de la Torre (Valladolid, 1954) és un magistrat jutge espanyol. Nomenat magistrat del Tribunal Suprem d'Espanya al juliol de 2004, va ser destinat a la Sala segona.

## Biografia
Nascut a Valladolid en 1954, es va llicenciar en Dret el 1976 per la Universitat d'aquesta mateixa ciutat. Tres anys després va ingressar a l'Escola Judicial i l'any 1980 va prendre possessió com a jutge de Primera Instància a Aguilar de la Frontera (Còrdova) i així es va convertir en el primer jutge espanyol que havia jugat en primera divisió de rugbi amb els equips El Salvador i CDU Valladolid.

## Trajectòria
Va ascendir a magistrat el 1983 i aquest mateix any va ser destinat a un jutjat d'Instrucció a Vitòria i més tard a Ciudad Real. A l'any següent va ser nomenat titular de Primera Instància i Instrucció número 4 de Còrdova. Des de 1988 ha estat magistrat de la secció segona de l'Audiència Provincial de Còrdova fins que al juliol de 2004 va ser nomenat magistrat del Tribunal Suprem, en substitució de Cándido Conde-Pumpido Tourón, nomenat al seu torn fiscal general de l'Estat. Berdugo era el primer en la terna proposada per la comissió de qualificació del Consell General del Poder Judicial d'Espanya (CGPJ) per a aquest càrrec en aconseguir el suport de tres vocals --conservadors-- dels cinc amb què explica aquest organisme. Els altres dos integrants de la terna van ser Alberto Jorge Barreiro (llavors jutge de l'Audiència Provincial de Madrid) i Jacobo López Barja de Quiroga, membre de l'associació progressista Jutges per a la Democràcia.

## Sentències
Encara que pertany a l'ala conservadora de l'Associació Professional de la Magistratura (APM), Berdugo va ser el ponent en 1999 en un cas de violència domèstica amb violació dins del matrimoni que va iniciar la tendència jurídica que després es va veure reforçada per la Llei Integral promoguda pel Govern de José Luis Rodríguez Zapatero.
Ha participat en nombroses ponències i comunicacions relatives als processos penals i en plans territorials de formació de jutges i magistrats, a més de coordinar seminaris i cursos. Té la Creu de San Raimundo de Peñafort.
És un dels magistrats en el judici al procés independentista català de 2019.